# 竇衝
竇衝（?—?），前秦武都人，380年，前秦征北将军、幽州刺史、行唐公苻洛自称大将军、大都督、秦王，派遣使者到鲜卑、乌桓、高句丽、百济、新罗、休忍各国征召军队，在蓟城（今北京）、和龙（今辽宁朝阳）谋反。天王苻坚派左将军、竇衝以及吕光率领四万步、骑兵作为前锋讨伐苻洛，任命阳平公苻融为征讨大都督。五月，竇衝等与苻洛在中山交战，苻洛的军队大败，苻洛被活捉，送至长安。
383年八月初二，苻坚任命兖州刺史姚苌为龙骧将军，督益、梁州诸军事。苻坚对姚苌说：“过去我靠龙骧将军的官位建立了大业，未曾轻易地把这个官位授予别人，你努力干吧！”左将军竇衝说：“君王无戏言，这话是不祥之兆！”
淝水之战后，384年三月，前秦北地长史慕容泓自称都督陕西诸军事、大将军、雍州牧、济北王，建立西燕。
前秦王苻坚任命雍州牧钜鹿公苻叡都督中外诸军事、卫大将军、录尚书事，左将军竇衝为长史，龙骧将军姚苌为司马，统兵五万，来讨伐慕容泓。平阳太守慕容冲也在平阳起兵，拥兵二万众，进军攻打蒲阪（今山西永济）。苻坚派竇衝去讨伐他。竇衝在黄河以东大败慕容冲。慕容冲率领八千鲜卑骑兵投奔慕容泓。
385年正月，已经是西燕皇帝的慕容冲派尚书令高盖夜袭长安，进入了南城，竇衝和前禁将军李辩等打败了高盖，斩首八百多人。
苻坚死后，苻丕即位，十一月，左将军竇衝占据着兹川，拥有兵众数万，苻丕任命竇衝为梁州牧，同时授予他开府仪同三司。
386年六月，邓羌的儿子、冠军将军邓景拥有五千兵众据守彭池，与竇衝首尾呼应，用以攻击后秦。苻丕任命邓景为京兆尹。
387年三月，前秦皇帝苻登任命竇衝为南秦州牧，杨定为益州牧，杨璧为司空、梁州牧，封乞伏国仁为大将军、大单于、苑川王。
389年十月，苻登任命竇衝为大司马、都督陇东诸军事，雍州牧；杨定为左丞相、都督中外诸军事及秦、梁二州牧，约定一起进攻后秦。392年十月，苻登任命竇衝为左丞相，带兵转到华阴去驻扎。东晋郗恢派遣将军赵睦据守金墉，河南太守杨期统率部队到湖城，袭击赶走竇衝。
前秦右丞相竇衝自恃其才，以为超人一等，请封天水王，苻登没有答应。393年六月，竇衝自称秦王，改年号为元光。七月，苻登在野人堡进攻竇衝。竇衝向后秦求救。后秦太子姚兴带兵去进攻胡空堡。苻登急忙解除对竇衝的围困，赶赴那里去解救。
394年七月，后秦安南将军强熙、镇远将军强多叛变，拥推竇衝为盟主。已经是后秦皇帝的姚兴亲自带兵前去讨伐，部队行进到武功县的时候，强多的侄儿强良国杀死了强多归降。强熙则逃奔秦州，竇衝逃奔，被氐族首领仇高抓住送还给后秦。